# Union of Hebrew Women for Equal Rights in Erez Israel
Union of Hebrew Women for Equal Rights in Erez Israel, var en judisk kvinnoförening i Israels land, grundad 1919.
Den bildades 1919 och bestod av urbana, sekulära och utbildade ashkenazikvinnor: Rosa Welt-Straus, Miriam Nofach, Esther Yevin, Hasya Sukenik-Feinsod, och Sara Azaryahu. Det var en partipolitiskt obunden nationell organisation som verkar under parollen "En konstitution och en lag för män och kvinnor". Rosa Welt-Straus immigrerade till landet Israel 1919, och två månader efter hennes ankomst, valdes Rosa Walt-Strauss, som åtnjöt stor prestige och omfattande kontakter inom ramarna för de globala kvinnorörelserna, till ordförande för föreningen. 
Föreningen upprättade en lista på kvinnliga kandidater i valet till den valda församlingen i den organiserade bosättningen 1920. Man bör komma ihåg att vid tiden för upprättandet av listan var kvinnlig rösträtt ännu inte lagfäst, och ett av målen med listan var att få in denna rätt i lagen. Steget gjorde att frågan om kvinnlig rösträtt kom upp på dagordningen, och mötte motstånd från de ortodoxa partierna. Föreningen lyckades med sitt mål 1926, då den judiska myndigheten förklarade kvinnor som jämställda med män och förklarade att de fick lika rättigheter inom den judiska myndigheten och skulle få det även i en framtida judisk stat. 
Efter att ha infört rösträtten arbetade föreningen för att utvidga denna rätt till även de lokala myndigheterna och främjade samtidigt inrättandet av juridiska rådgivningskontor, främst för att hjälpa till med äktenskaps- och familjefrågor. Andra frågor som sysselsatte föreningen var kampen för att förbjuda minderåriga att ingå äktenskap, kvinnors rätt till separat medborgarskap och deras rätt till certifikat för att immigrera till Israel baserat på deras inkomst och utan godkännande av sin make. 
Efter en kort period av separat verksamhet förenades filialerna till en nationell organisation och filialer öppnades i Rehovot, Rishon Lezion, Petah Tikva, Safed och Tiberias. Samtidigt samarbetade föreningen med internationella feministiska organisationer och gick 1920 med i International Alliance of Women's Organizations for Equal Rights. Föreningens kvinnor deltog i de internationella kongresserna 8th Conference of the International Woman Suffrage Alliance, i Genève 1920, 9th Conference of the International Woman Suffrage Alliance i Rom 1923, 10th Conference of the International Woman Suffrage Alliance i Paris 1926 och 11th Conference of the International Woman Suffrage Alliance i Berlin 1929. 